# 瓦格拉姆山麓基希贝格
瓦格拉姆山麓基希贝格是奥地利下奥地利州图尔恩县的一个市镇。总面积60.26平方公里，总人口3373人，人口密度56.0人/平方公里（2005年）。